# Veronica Guerin
Pour l’article homonyme, voir Veronica Guerin (film).
Veronica Guerin, née le 5 juillet 1958  à Dublin (Irlande) et morte assassinée dans la même ville le 26 juin 1996, est une journaliste irlandaise, spécialisée dans les affaires criminelles en Irlande. Elle a été assassinée par des barons de la drogue de la mafia irlandaise.
Deux films sont inspirés de son histoire, When the Sky Falls (en) et Veronica Guerin.

## Biographie
Veronica Guerin est née le 5 juillet 1958. Elle a grandi à Dublin et a étudié au Trinity College.
Elle a ensuite travaillé pour l'entreprise de son père, avant d'ouvrir une agence de relations publiques, puis de se lancer dans le journalisme.
En 1994, elle commence à travailler pour le quotidien irlandais Sunday Independent, en se spécialisant dans les affaires criminelles en particulier celles liées au trafic de drogue.
Durant cette période elle reçoit plusieurs menaces de mort et subit plusieurs agressions, notamment un tir dans la jambe.
Elle est assassinée par balle le 26 juin 1996 par des hommes armés notamment de Colt Python, dans les faubourgs de Dublin. Elle était en voiture en train de patienter à un feu tricolore quand deux motards lui ont tiré dessus à cinq reprises.
Une enquête a été lancée, suivie de plusieurs dizaines d'arrestations.

## Hommages
Un mémorial a été inauguré en l'honneur de Veronica Guerin à Dublin. Une bourse, la Veronica Guerin Memorial Scholarship, a aussi été mise en place pour les étudiants en journalisme.
Elle reçoit en 2000 le titre de  « héros de la liberté de la presse » par l'International Press Institute,.
Deux films sont inspirés de l'histoire de Veronica Guerin : When the Sky Falls (en) de John Mackenzie avec Joan Allen, et Veronica Guerin de Joel Schumacher avec Cate Blanchett.
La chanteuse irlandaise Sinead O'Connor a écrit une chanson intitulée The Funeral. Le groupe américain de heavy metal Savatage lui consacre le titre Complaint in the System (Veronica Guerin) dans l'album The Wake of Magellan de 1997.